# Tatort: Schau mich an
Schau mich an ist ein Fernsehfilm aus der Krimireihe Tatort. Der vom Bayerischen Rundfunk produzierte Beitrag ist die 1267. Tatort-Episode und wurde am 7. April 2024 im SRF, im ORF und im Ersten ausgestrahlt. Das Münchner Ermittlerduo Batic und Leitmayr ermittelt in seinem 96. Fall.

## Handlung
In der Kanalisation beim Münchener Hauptbahnhof wird ein Koffer mit einem weiblichen Torso gefunden. Über Interpol erfährt Oberstleutnant Eisner aus Wien von dem Fall und macht Batic, Leitmayr und Hammermann auf ein passendes Gewaltvideo im Internet aufmerksam, in dem eine Frau gequält und getötet wird. Aus derselben Quelle stammen weitere Gewaltvideos, in denen ein Unbekannter vor laufender Kamera Tiere quält. Moritz Eisner gibt den Münchener Ermittlern zudem den Hinweis, Lisa Berger zu kontaktieren, die in Wien geholfen hat, den unbekannten Tierquäler zu ermitteln. Dieser konnte jedoch entkommen. Lisa Berger berichtet den Polizisten von den Recherchen, die sie und ihre Mitstreiter zu dem Tierquäler geführt haben.
Die Polizei ermittelt eine vermisste Musikerin, die als Opfer der Gewalttat in Frage kommt. Im Internet taucht ein weiteres Video auf, in dem ein Hund vor laufender Kamera verbrannt wird. Kalli Hammermann, der vor kurzem ein Seminar zur operativen Fallanalyse besucht hat, vermutet einen Trittbrettfahrer, da sich das neue Video in Details von den zuvor analysierten Gewaltvideos unterscheidet. Durch Hinweise von Mitschülern wird Paul Reiser als Verdächtiger ermittelt. Paul Reiser stürzt sich von einer Balustrade, überlebt aber.
Unterdessen wird durch intensive Analyse der Drehort des Videos mit der Tötung der Frau ermittelt. Die Auswertung der WLAN-Netze am Drehort bringen die Ermittler auf die Spur eines Lieferboten, dem sie bereits in dem Wohnhaus der vermissten Musikerin begegnet sind. Bei dem Versuch, ihn festzunehmen, kann der Lieferbote Lukas Wagner entkommen. Die Untersuchung seiner Wohnung erhärtet den Verdacht, dass Lukas Wagner der gesuchte Gewalttäter ist.
Lukas Wagner bricht in das Haus von Lisa Berger ein. Im Keller findet er die Kellnerin Franziska Schwarz gefesselt und geknebelt. Franziska Schwarz und Lisa Berger waren sich am Vorabend begegnet.
Bei weiteren Untersuchungen an dem Torso findet die Pathologin Claudia Paulsen Spuren von Nagellack an der Leiche und stellt die Hypothese auf, dass eine Frau als Mittäterin in Frage kommt. Zeitgleich stellt Kalli Hammermann fest, das bei den Videoaufnahmen von der Gewalttat an der Frau eine weitere Person im Raum gewesen ist. Er sucht Lisa Berger in ihrem Haus auf, um ihr von dieser Entdeckung zu berichten und sie zu befragen. Lisa Berger, die Lukas Wagner gerade im Schlaf erschießen wollte, der jedoch durch die Türklingel aufgewacht ist, wimmelt Kalli an der Haustür ab. Als er darauf um das Haus von Lisa Berger schleicht, wird er von Lukas Wagner niedergeschlagen. Lisa Berger veranlasst Lukas Wagner, das Haus zu verlassen und den gefesselten und geknebelten Kalli Hammermann mitzunehmen.
Leitmayr und Batic vermuten Kalli bei Lisa Berger. Sie finden das Haus verlassen vor. Im Keller liegt die Leiche von Franziska Schwarz mit Folterspuren. Im Auto  entfernt Lukas Wagner den Knebel von Kalli Hammermann. Im Gespräch während der Fahrt in der Gegend um Andechs versichert er Lukas Wagner, dass dieser kein schlechter Mensch sei und es einen Weg zurück gebe. Es gelingt Kalli, die Fußfesseln zu lösen und aus dem Auto zu fliehen. In einem menschenleeren abgelegenen Bauernhaus findet er ein Handy und kann Franz Leitmayr anrufen. Während des Telefonats wird Kalli Hammermann erneut von Lukas Wagner niedergeschlagen. Zuvor konnte er jedoch Hinweise auf seinen Aufenthaltsort geben.
Lukas Wagner bringt Kalli Hammermann in ein altes Wirtshaus in Aschering. Hier beklagt sich Lukas, wie schwierig es sei, einen Menschen zu töten. Er betont, dass er von diesem Moment an nur noch mache, was er wolle. Batic und Leitmayr haben unterdessen das alte Wirtshaus als potenzielles Ziel von Lisa Berger und Lukas Wagner ausgemacht. Als Lisa Berger dort eintrifft, wird sie von Lukas Wagner niedergestreckt. Er stülpt ihr eine Plastiktüte über den Kopf. Wenig später treffen Batic und Leitmayr ein und können Lisa Berger vor dem Ersticken retten. Kalli Hammermann ist nicht in dem Haus. Lukas Wagner steht in der Nähe des Hauses, zieht seine Waffe und wird von der Polizei erschossen.
Leitmayr und Batic finden Kalli Hammermann in der Nähe und bieten ihm das „Du“ an.

## Hintergrund
Der Film wurde vom 23. Juni 2023 bis zum 25. Juli 2023 in München gedreht. Er enthält Anspielungen auf den Fall Luka Magnotta sowie Erwähnungen von Jeffrey Dahmer und dem Amoklauf an der Columbine High School.
Harald Krassnitzer hat einen Gastauftritt in seiner Rolle als Wiener Oberstleutnant Moritz Eisner. Außerdem ist der Fußballspieler Joshua Kimmich zum zweiten Mal nach der 2023 ausgestrahlten Folge Hackl als Fitnesstrainer Kenny zu sehen.

## Rezeption

### Einschaltquoten
Die Erstausstrahlung von Schau mich an am 7. April 2024 wurde in Deutschland von 8,66 Millionen Zuschauern gesehen und erreichte einen Marktanteil von 30,5 % für Das Erste.

### Kritik
Rainer Tittelbach von tittelbach.tv schrieb in seiner Rezension: „Die Gratwanderung – gerade im Abbildmedium Film – zwischen Gewalt-Voyeurismus auf der einen und einer vagen & damit verharmlosenden Darstellung der realen Brutalität auf der anderen Seite ist die größte Herausforderung eines Films wie ‚Schau mich an‘, besonders als Beitrag einer so populären Krimi-Reihe wie ‚Tatort‘. Autor-Regisseur Christoph Stark beweist Fingerspitzengefühl. Ein Ermittler-Krimi erliegt ohnehin – anders als Filme über Serienkiller – weniger der Gefahr, diese menschlichen Monster zu ‚Helden‘ zu machen.“ „Und so ist dieser ‚Tatort‘ am Ende mehr als der gediegene Themenfilm mit gelegentlichen kleinen Schockmomenten, wie in den ersten Filmminuten zu befürchten war.“
Oliver Armknecht von film-rezensionen.de meinte hingegen: Der Film „will das Publikum richtig schocken, wenn ein Sadist gejagt wird, der erst Tiere tötete und jetzt Menschen, sich dabei selbst filmte. Der Krimi selbst ist dabei jedoch schrecklich banal, hinter dem Schock ist keine Substanz verborgen. Und auch der Versuch der Spannungserzeugung schlägt fehlt.“ „Die Figur des Mörders ist nichtssagend, die Jagd auf diesen lässt Spannung vermissen. Am Ende wird dann zwar versucht, durch eine Zuspitzung noch einmal Nervenkitzel zu erzeugen. Das Ergebnis ist aber eher peinlich als packend.“
Der Spiegel schrieb: „Die aktuelle Folge ist nicht besonders virtuos, besitzt aber eine gewisse Raffinesse, die noch mal die Qualität der beiden Kommissare zeigt. Willig schauen sie in alle Abgründe, die sich vor ihnen auftun. Und das sind eine ganze Menge. Es gibt viele falsche Abzweigungen bei den Ermittlungen und etliche unerwartete Wendungen, aber überall zeigt sich das Gekränktsein der Menschen und ihre Gier nach Aufmerksamkeit in ihren pathologischsten Auswüchsen.“
Die Augsburger Allgemeine fasste verschiedene Pressestimmen zusammen: Stern: „Ein Film, der nur schwer auszuhalten ist.“ Neue Zürcher Zeitung: „es ist der Tatort selbst, der sehr bemüht um Anerkennung buhlt.“ Süddeutsche Zeitung: „Der Münchner Tatort schockt mit Folter im Internet und bleibt lange verwirrend. Wird man Batic und Leitmayr vermissen, wenn das so weitergeht?“ FAZ: „Das ist kein Sonntagskrimi, den man mal eben so nebenbei sieht.“